# Torrent d'en Cuquet
El Torrent d'en Cuquet es troba al Parc de la Serralada Litoral, el qual canvia de nom de tram en tram segons indica la toponímia de la majoria de mapes.

## Descripció
Al seu inici és el torrent de la Molinera, després el torrent d'en Cuquet, el torrent de Can Maimó. No presenta un cabal continuat tot l'any, però d'humitat no n'hi manca mai, ja que diverses surgències naturals a la pròpia llera i la Font d'en Mamet ajuden a mantenir-la.
Presenta un important bosc de ribera, sobretot a la part mitjana i baixa del seu curs. Aquest bosc és bàsicament de verns, avellaners, plàtans i pollancres, i algun àlber aïllat. Hi ha alguns plàtans i pollancres realment espectaculars. En èpoques de pluja es poden veure saltirons d'aigua entre roques que ens recorden indrets pirinencs.
Es pot fer la visita començant per qualsevol dels dos extrems: el Pitch & Put de Vallromanes o la Creu d'en Boquet. Seguint-lo amb calma, tot caminant per la pista paral·lela i baixant a la llera de tant en tant, podrem trobar racons d'indubtable bellesa, com també diverses basses, pous i molins. Al llarg del seu curs trobem el Pi de la Creu de Can Boquet, la Creu de Can Boquet, la Font d'en Mamet, el Molí de Can Cuquet i les basses de Can Maimó.

## Localització
Neix a la barrancada que hi ha darrere la Surera de la Molinera, a la pista de la Carena. Segueix el seu curs en direcció nord fins a ajuntar-se amb la Riera de Vallromanes (a Vilanova del Vallès) i desembocar a la riera d'Ardenya. Visitant les Basses de Can Maimó o el Molí de Can Cuquet es té contacte amb aquesta riera.